# Илай
„Илай“ (на английски: Eli) е американски филм на ужасите от 2019 г. на режисьора Кийрън Фой, по сценарий на Дейвид Чърчило, Иън Голдбърг и Ричард Найнг. Във филма участват Кейли Райли, Сейди Синк, Лили Тейлър, Макс Мартини и Чарли Шотуел.
Снимките започват през януари 2018 г. в Ню Орлиънс, Луизиана.
Филмът е продуциран от „Парамаунт Пикчърс“, „Парамаунт Плейърс“, „Ем Ти Ви Филмс“, „Интрепид Пикчърс“ и „Белевю Продъкшънс“ и е пуснат на 18 октомври 2019 г. от „Нетфликс“.